# ウィルメール・カブレラ
ウィルメール・カブレラ（Wilmer Cabrera Linares、1967年9月15日 - ）は、コロンビアの元サッカー選手。元コロンビア代表。ポジションはディフェンダー。

## 来歴
1989年にコロンビア代表デビュー。出場機会は無かったが、1990 FIFAワールドカップのメンバーにも選ばれた。コパ・アメリカ1995では全6試合に出場、3位となった。1998 FIFAワールドカップでは2大会ぶりにメンバーに選ばれ、グループステージ全3試合に出場した。コロンビア代表で48試合に出場、3得点をあげた。

## 代表歴

### 出場大会
- コロンビア代表
  - 1990 FIFAワールドカップ
  - 1998 FIFAワールドカップ

### 試合数
- 国際Aマッチ 48試合 3得点（1989年-1998年）[1]

| コロンビア代表 | 国際Aマッチ | 国際Aマッチ |
| 年             | 出場        | 得点        |
| -------------- | ----------- | ----------- |
| 1989           | 1           | 0           |
| 1990           | 4           | 0           |
| 1991           | 4           | 0           |
| 1992           | 2           | 0           |
| 1993           | 1           | 0           |
| 1994           | 0           | 0           |
| 1995           | 11          | 1           |
| 1996           | 5           | 0           |
| 1997           | 13          | 2           |
| 1998           | 7           | 0           |
| 通算           | 48          | 3           |